# مسجد النبی قزوین
مسجد النبی یا مسجد شاه مسجدی در شهر قزوین است. این مسجد که مساحتی قریب به ۱۴۰۰۰ متر مربع دارد، کتیبه‌هایی دارد که بر طبق آن فتحعلی‌شاه قاجار بانی مسجد ثبت گردیده. اما شواهدی دال بر وجود مسجد در دوران صفوی نیز وجود دارد، و معمار بنا را شخصی بنام استاد میرزای شیرازی دانسته‌اند. این مسجد در سال ۱۱۶۶ هجری شمسی ساخته شده، مساحتی حدود ۱۴ هزار متر مربع دارد. بر اساس وجود کتیبه های باستانی موجود در مسجد النبی، این مسجد به همراه مسجد شاه تهران و مسجد شاه بروجرد ازبناهای تاریخی ساخته شده در دوران فتحعلی شاه قاجار به شمار می روند. این مسجد علاوه بر ارزش تاریخی، مکانی معنوی است که جهت جمع شدن نمازگزاران که برای خواندن نماز جمعه هر هفته گرد یکدیگر جمع می شوند. 
این اثر در تاریخ ۳۰ خرداد ۱۳۳۷ با شمارهٔ ثبت ۳۹۰ به‌عنوان یکی از آثار ملی ایران به ثبت رسیده است.

## قسمت های مسجد
مسجدالنبی با ۱۴ هزار متر مربع مساحت، از نظر گستردگی صحن و شبستان‌ها و شیوه معماری در نوع خود منحصربه‌فرد است. 
ورودی: مسجدالنبی سه ورودی دارد که عبارت‌اند از ورودی شمالی، غربی و شرقی. ورودی شمالی بسیار بزرگ و چشم‌نواز است.
سردر شمالی: سردر شمالی مسجد بسیار مجلل و رفیع به نظر می‌رسد و سراسر آن با کاشی‌های مینایی و روشی بدیع تزیین شده است. در این بخش کتیبه‌ای از کاشی لاجوردی به خط نستعلیق ممتاز به تاریخ ۱۲۰۲ هجری قمری به چشم می‌خورد. سردر شمالی به ایوانی وصل می‌شود که ماذنه بزرگی بر بالای آن ساخته‌ شده است.
صحن: صحن وسیع مسجد ابعادی حدود ۸۷ در ۸۹ متر دارد و حوض سنگی بزرگی در وسط آن قرار گرفته است. این صحن از شمال و جنوب به شبستان و از شرق و غرب
به رواق منتهی می‌شود.
ایوان‌ها: مسجدالنبی قزوین چهار ایوان دارد که دو گوشواره در هر طرف آن به چشم می‌خورد. این گوشواره‌ها، ایوان‌ها را به رواق‌های هشت‌گانه مسجد سلطانی وصل می‌کنند.
رواق‌ها: هر یک از رواق‌های شمالی و جنوبی دارای چهار طاق‌نما و رواق‌های شرقی و غربی دارای ۹ طاق‌نما هستند.
شبستان‌ها: هر شبستان ۱۶ متر مربع وسعت دارد و شامل ۲۸ طاق‌نمای کوچک می‌شود که به فاصله ۶ متر از همدیگر، روی ۱۸ ستون استوار شده‌اند. طاق‌نماها دارای ارسی سه چشمه و مشرف به حیاط مسجد هستند.
گنبد: گنبد زیبایی بر فراز مقصوره جنوبی قرار دارد که با تزیینات کاشی هندسی و خطی همچون نگینی می‌درخشد. این گنبد به‌صورت دو پوسته پیوسته ساخته شده و قطر دهانه آن ۱۵ متر، ارتفاع تیزه داخلی تا کف بنا ۲۰ متر و ارتفاع راس خارجی تا کف حدود ۲۳ متر است. 
محراب: محراب ازاره‌ای از سنگ مرمر داشت و با کاشی‌های مینایی رنگارنگ تزیین شده بود که تخریب شد.
کتیبه: کتیبه‌های ایوان‌های شرقی و غربی مزین به سوره «عم یتسائلون» هستند و کتیبه دو ایوان شمالی و جنوبی سوره «هل اتی علی الانسان حین من الدهر» را چون نقشی جاویدان در خود نگه داشته‌اند.
مقصوره: در وسط دیوارهای شرقی و غربی، یک ارسی سه چشمه کار گذاشته شده و در طرفین ارسی دو راهروی عریض احداث شده است که مقصوره را به رواق‌ شبستان‌ متصل می‌کند. طول مقصوره ۱۵۰ و عرض آن ۱۴ متر است.

## تاریخچه
مسجدالنبی قزوین بر اساس منابع معتبر در زمان قاجار به فرمان فتحعلی شاه در محوطه وزیر (چال وزیر) بنا شد. در این دوره، ساخت‌وسازها به‌خصوص در زمینه بناهای مذهبی افزایش درخورتوجهی پیدا کرده بود؛ به‌گونه‌ای‌ که چهار مسجد از پنج مسجد بزرگ شاهی در این بازه زمانی ساخته شدند. 
گفته می‌شود که استاد میرزای شیرازی، معماری مسجدالنبی را برعهده گرفت و آن را در سال ۱۱۶۶ هجری شمسی احداث کرد.
در دوره فتحعلی شاه به افزایش ساخت و سازها به خصوص در ابنیه مذهبی توجه شد، به گونه ‌ای‌ که چهار مسجد از پنج مسجد بزرگ شاهی در این دوره ساخته شده است. در این دوره ساخت مناره برای چند دهه متوقف شد و سپس مجددا در عصر ناصری آغاز شد. دوره قاجار عصر پرداختن به گسترش فضا در معماری است و ما تجلی آن را در ساخت تعدادی از بزرگ‌ ترین مساجد ایران در این دوره شاهد هستیم. مسجد سلطانی قزوین همراه با مسجد سلطانی بروجرد و مسجد سلطانی تهران از ساخته ‌های دوران فتحعلی ‌شاه قاجار هستند.

## معماری
گنبد مسجد دو پوسته، و صحن مسجد چهار ایوانیست. این مسجد، همانند مسجد جامع قزوین دارای شبستان است. این مکان محل گردهمایی نمازگزاران در هر جمعه در قزوین برای نماز جماعت می‌باشد.
مسجد سلطانی قزوین همراه با مسجد سلطانی بروجرد، مسجد سلطانی تهران و مسجد شاه سمنان از ساخته‌های دوران فتحعلی‌شاه قاجار هستند.

## نگارخانه

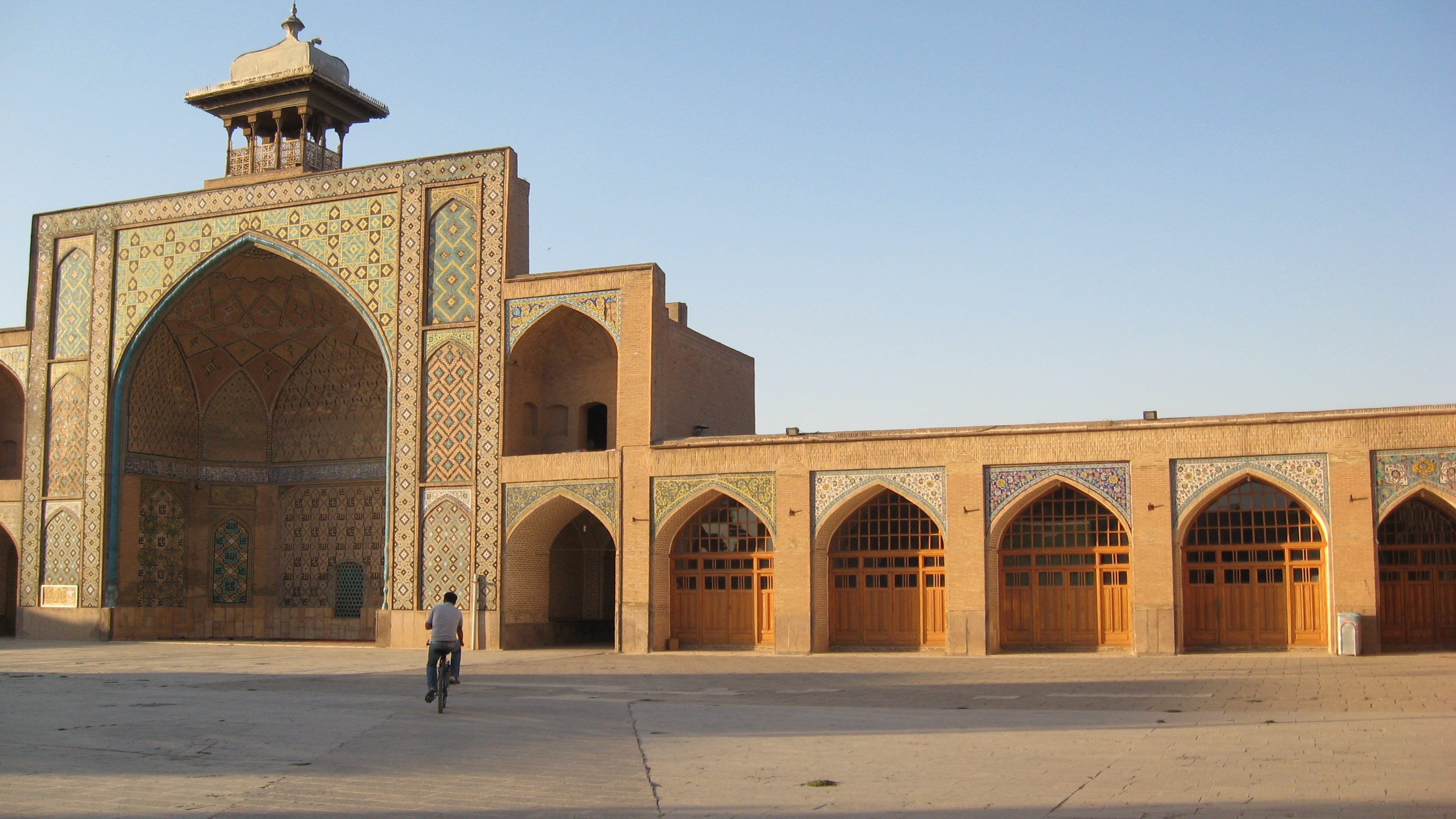
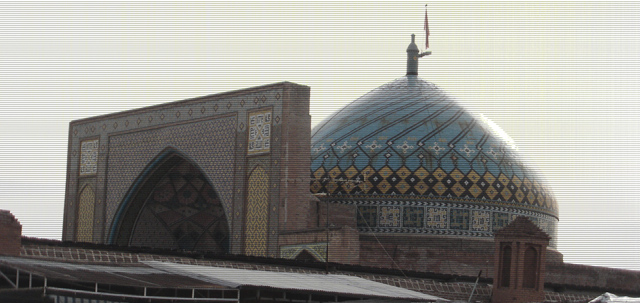
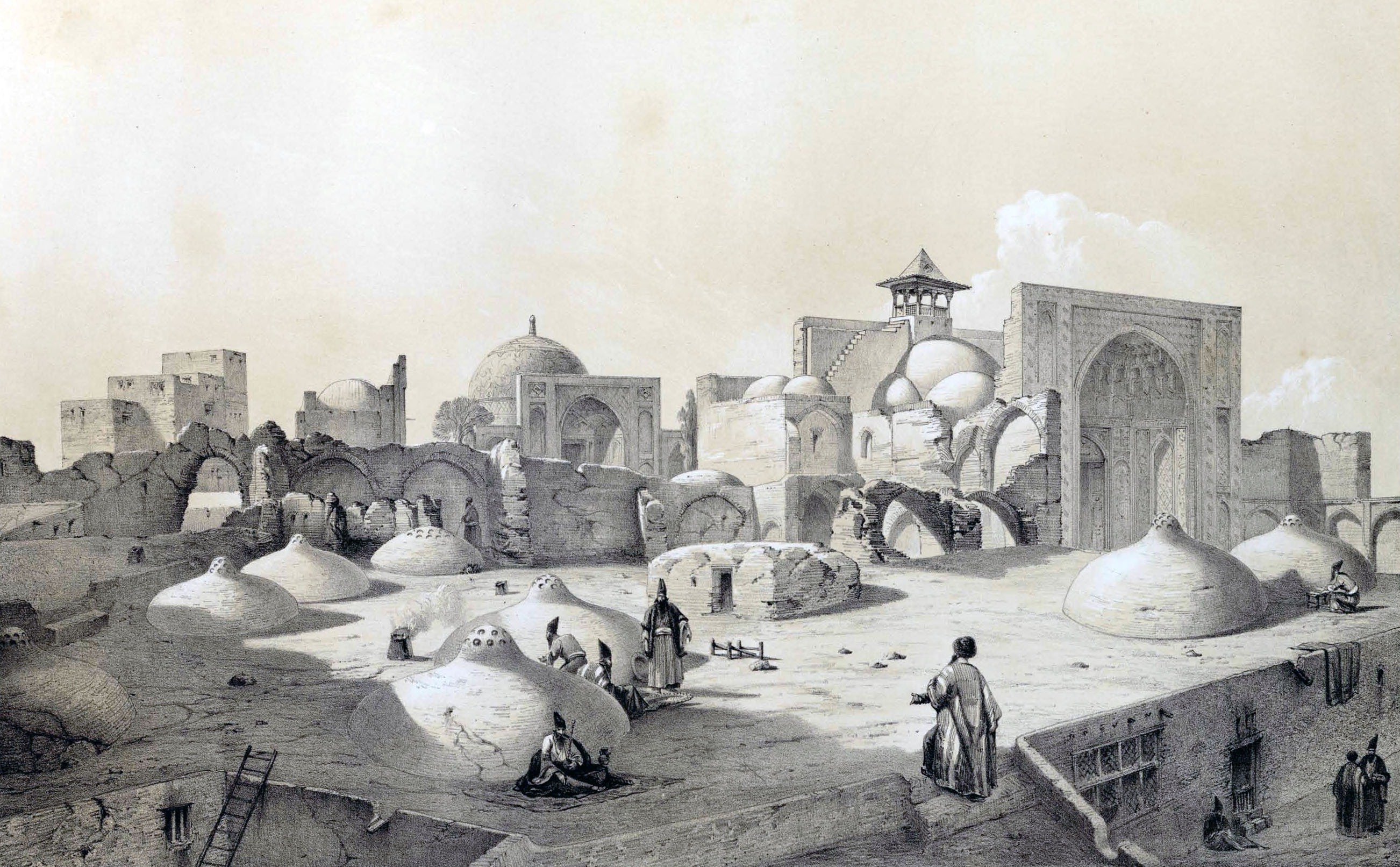
در زمان محمدشاه
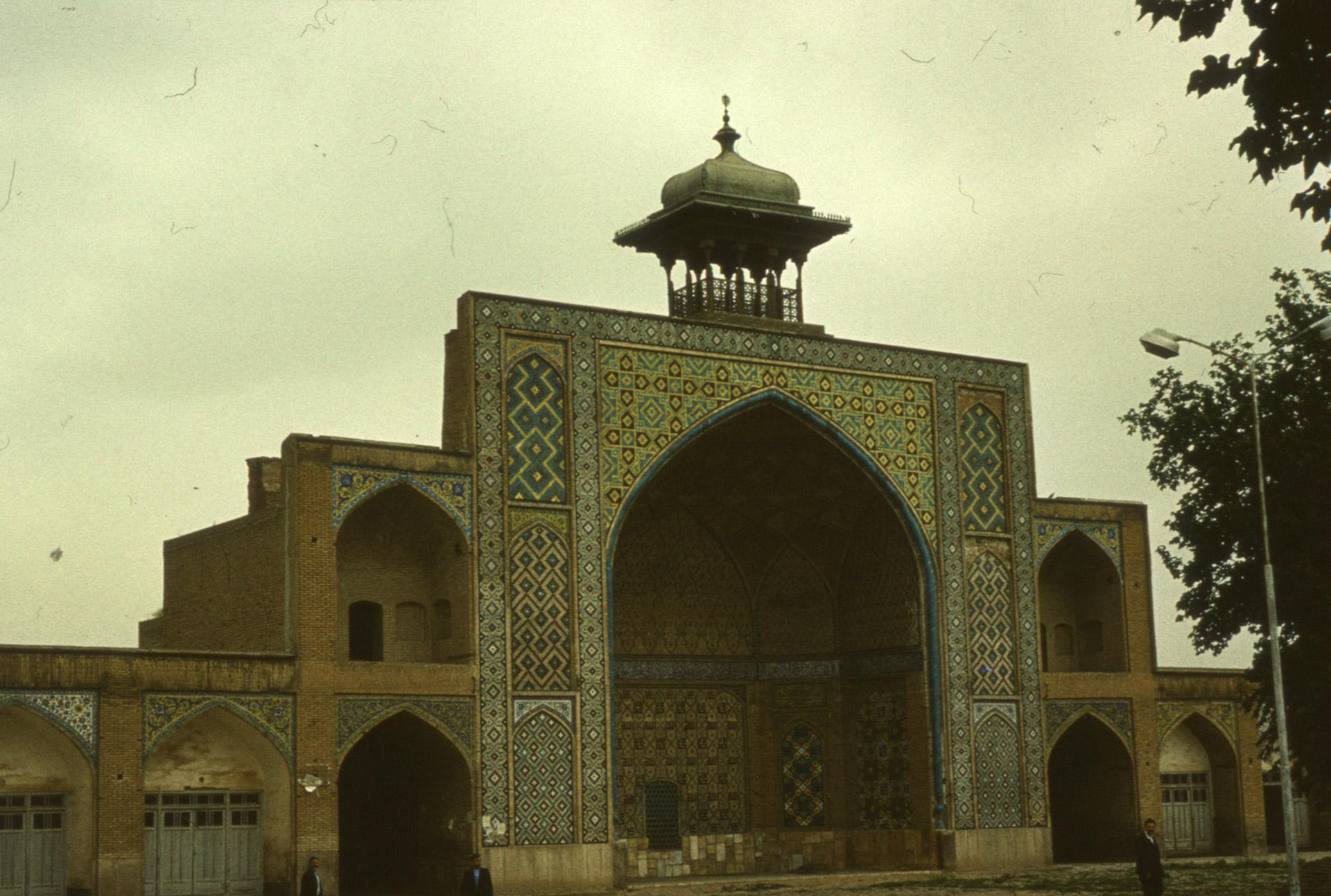
سال ۱۹۷۶